# The Gil Evans Orchestra Plays the Music of Jimi Hendrix
The Gil Evans Orchestra Plays the Music of Jimi Hendrix è un disco di Gil Evans pubblicato dall'etichetta Bluebird RCA nel 1974. L'album contiene riletture in chiave jazz di celebri brani del chitarrista rock Jimi Hendrix con arrangiamenti ad opera di Evans e della sua orchestra composta da 19 elementi. Nel 1988 il disco è stato ristampato in formato CD con delle tracce aggiuntive.

## Tracce
- Tutti i brani sono opera di Jimi Hendrix.

1. Angel - 4:10
2. Crosstown Traffic / Little Miss Lover - 6:32
3. Castles Made of Sand / Foxy Lady - 11:23
4. Up from the Skies - 6:36
5. Up from The Skies [alternate take] - 7:29
6. 1983... (A Merman I Should Turn to Be) - 5:03
7. Voodoo Child (Slight Return) - 3:42
8. Gypsy Eyes - 6:43

### Bonus tracks CD(2002)
1. Angel - 4:09
2. Castles Made of Sand - 5:08
3. Up from the Skies	- 10:15
4. Gypsy Eyes - 3:23

## Formazione
- Gil Evans - arrangiamento, produzione, celesta, tastiere, pianoforte, pianoforte elettrico
- Howard Johnson - tuba, clarinetto, sax baritono, clarinetto basso, basso
- David Sanborn - sax alto, flauto, sax soprano
- Marvin "Hannibal" Peterson - tromba, koto, voce in Crosstown Traffic
- Billy Harper - sax tenore
- Ryo Kawasaki - chitarra elettrica
- John Abercrombie - chitarra elettrica
- George Adams - flauto, sax tenore
- Herb Bushler - basso
- John Clark - corno francese
- Joe Daley - trombone, tuba
- Trevor Koehler - arrangiamento, flauto, sax alto, sax baritono, sax tenore
- Bruce Ditmas - batteria, percussioni
- Sue Evans - conga, batteria, percussioni, timpani
- Joe Gallivan - campana, batteria sintetica
- Ernie Royal - flicorno, tromba
- Peter Gordon - flicorno, corno francese
- David Horowitz - arrangiamento, organo, piano elettrico, sintetizzatore
- Pete Levin - flicorno, corno francese, corno, organo, sintetizzatore
- Don Pate - basso
- Keith Loving - chitarra elettrica
- Tom "Bones" Malone - arrangiamento, basso, flauto, sintetizzatore, trombone, tuba
- Paul Metzke - chitarra elettrica
- Michael Moore - basso, flauto, sintetizzatore, trombone
- Warren Smith - arrangiamento, campane, batteria, gong, percussioni, marimba, vibrafono
- Lew Soloff - flicorno, tromba
- Bob Stewart - tuba
- Tony Williams - batteria